# Президент Мавританії
Президент Мавританії — найвища посадова особа в державі Мавританія. Посада президента Мавританії виникла з проголошенням незалежності Мавританії у 1960 р. У 1961—1979 рр. президент Мавританії був одночасно і головою держави і головою уряду. Потім була запроваджена посада прем'єр-міністра Мавританії, але в руках президента залишилась більшість влади. Згідно з конституцією президент Мавританії обирається на всенародних виборах строком на 5 років. Кількість строків обмежена двома.

## Перелік президентів Мавританії
- 28.11.1960 — 10.7.1978 — Моктар ульд Дадда
- 10.7.1978 — 3.6.1979 — Мустафа ульд Салек
- 3.6.1979 — 4.1.1980 — Мугаммед ульд Агмед Лулі
- 4.1.1980 — 12.12.1984 — Мугаммед Хуна ульд Гайдалла
- 12.12.1984 — 3.8.2005 — Маауя ульд Сіді Агмед Тая
- 3.8.2005 — 19.4.2007 — Елі ульд Могаммед Вал
- 19.4.2007 — 6.8.2008 — Сіді ульд Шейх Абдалла
- 6.8.2008 — 15.4.2009 — Мохаммед ульд Абдель Азіз
- 15.4. — 5.8.2009 — Ба Мамаду Мбаре
- 5.8.2009 — 2019;— Мохаммед ульд Абдель Азіз
- 2019 - і дотепер - Мухаммед ульд аш-Шейх аль-Газуані